# Bulletproof (singel Dotter)

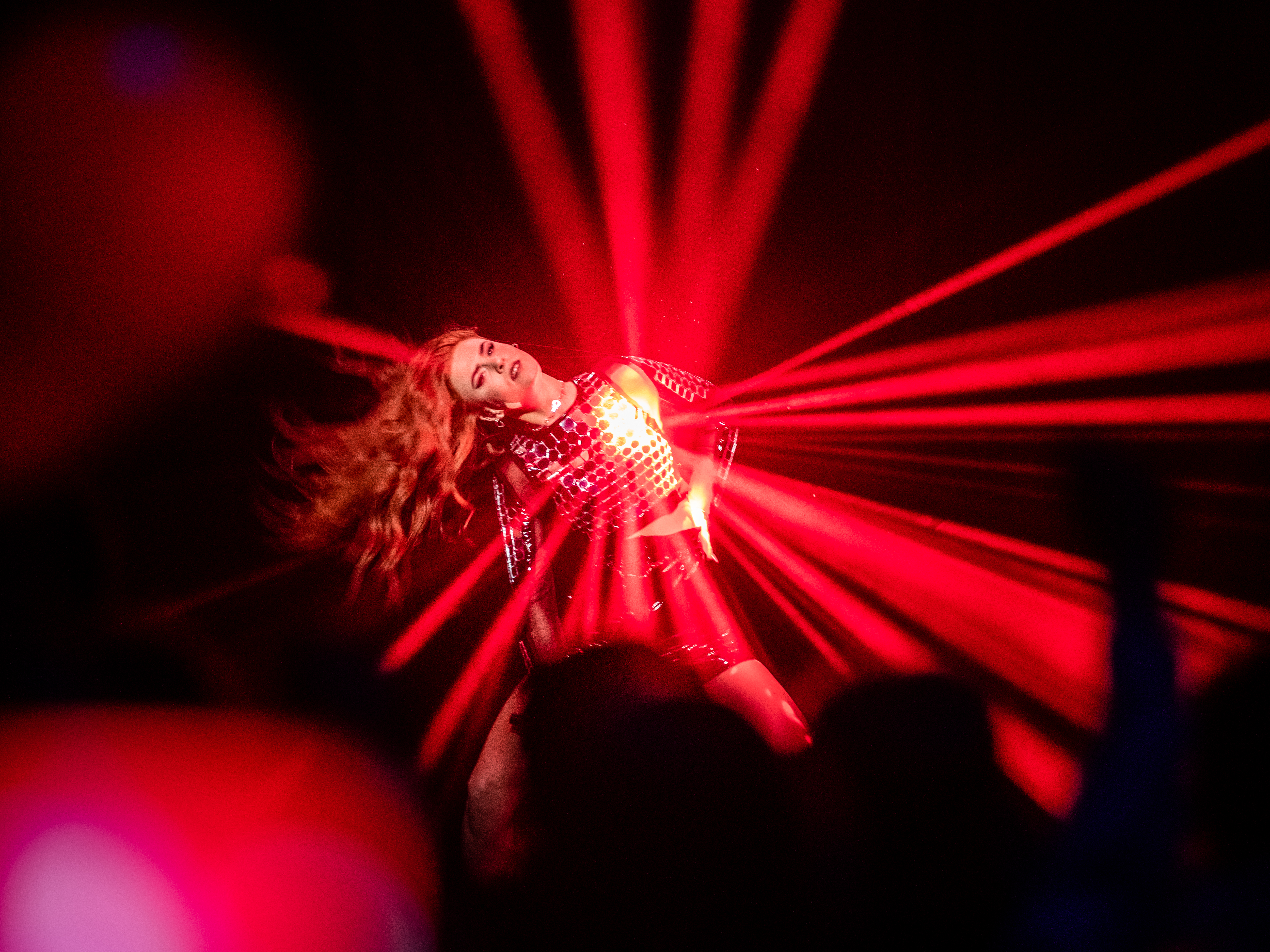
Dotter w trakcie występu na Melodifestivalen 2020, na którym wykonywała Bulletproof.

Bulletproof (pol. Kuloodporny) – singel szwedzkiej piosenkarki Dotter wydany 22 lutego 2020 roku przez wytwórnię Warner Music Sweden. Utwór został napisany przez Dino Menanhodzicia, Erika Dahlqvista i samą artystkę.
Piosenka rywalizowała w  Melodifestivalen 2020. Artystka wystąpiła w drugim półfinale i z drugiego miejsca awansowała do finału. Będąc jedną z głównych faworytek do wygrania, w finale zajęła ostatecznie 2. miejsce z ilością 136 punktów (65 pkt od jurorów i 71 pkt od widzów), przegrywając jedynie jednym punktem z zespołem The Mamas.

## Notowania
| Kraj    | Lista (2020)      | Pozycja |
| ------- | ----------------- | ------- |
| Szwecja | Sverigetopplistan | 2       |